# Będzieszyn (powiat gdański)
Będzieszyn (niem. Bangschin, kaszb. Bãdzëszënò lub Bendzieszënò) – osada w Polsce położona w województwie pomorskim, w powiecie gdańskim, w gminie Pruszcz Gdański na zachód od obwodnicy Trójmiasta.
W latach 1945–1975 miejscowość administracyjnie należała do tzw. dużego województwa gdańskiego, a w latach 1975-1998 do tzw. małego województwa gdańskiego.
Do 1945 ośrodek majątku, w którym w czasie II wojny światowej przetrzymywano gdańskich Żydów, a następnie Polaków i Francuzów. Z dawnego zespołu dworskiego pozostały cegielnia i dawny park, natomiast dwór nie zachował się.
Od listopada 2011 do wiosny 2012 przeprowadzono rewaloryzację znajdującego się we wsi parku podworskiego (usunięcie śmieci, wycinka samosiejek, oczyszczenie stawu, wytyczenie ścieżek, montaż ławek, koszy na śmieci i tablic z nazwami gatunkowymi drzew). Po przeprowadzonej inwentaryzacji stwierdzono tutaj występowanie takich gatunków, jak: klon jawor, jesion wyniosły, grab pospolity, buk zwyczajny, lipa drobnolistna, olsza czarna, leszczyna turecka, sosna czarna, głóg jednoszyjkowy, topola czarna w odmianie włoskiej, topola balsamiczna, wierzba szara i dąb szypułkowy. Udostępniony do zwiedzania teren parku należy do firmy Polhoz.
W 2014 prace przy rewaloryzacji parku (przygotowanie tzw. ścieżki zdrowia, nowe nasadzenia krzewów i bluszczu) miały być kontynuowane, jednakże zadanie to uległo przesunięciu na rok 2018.